# Folkdemokratiska partiet
Folkdemokratiska partiet, Partidul Democrat-Popular din Moldova (PDPM) var ett politiskt parti i Moldavien, bildat 1997.
År 2003 gick PDPM upp i alliansen Vårt Moldavien.